# Wilhelm von Gottberg

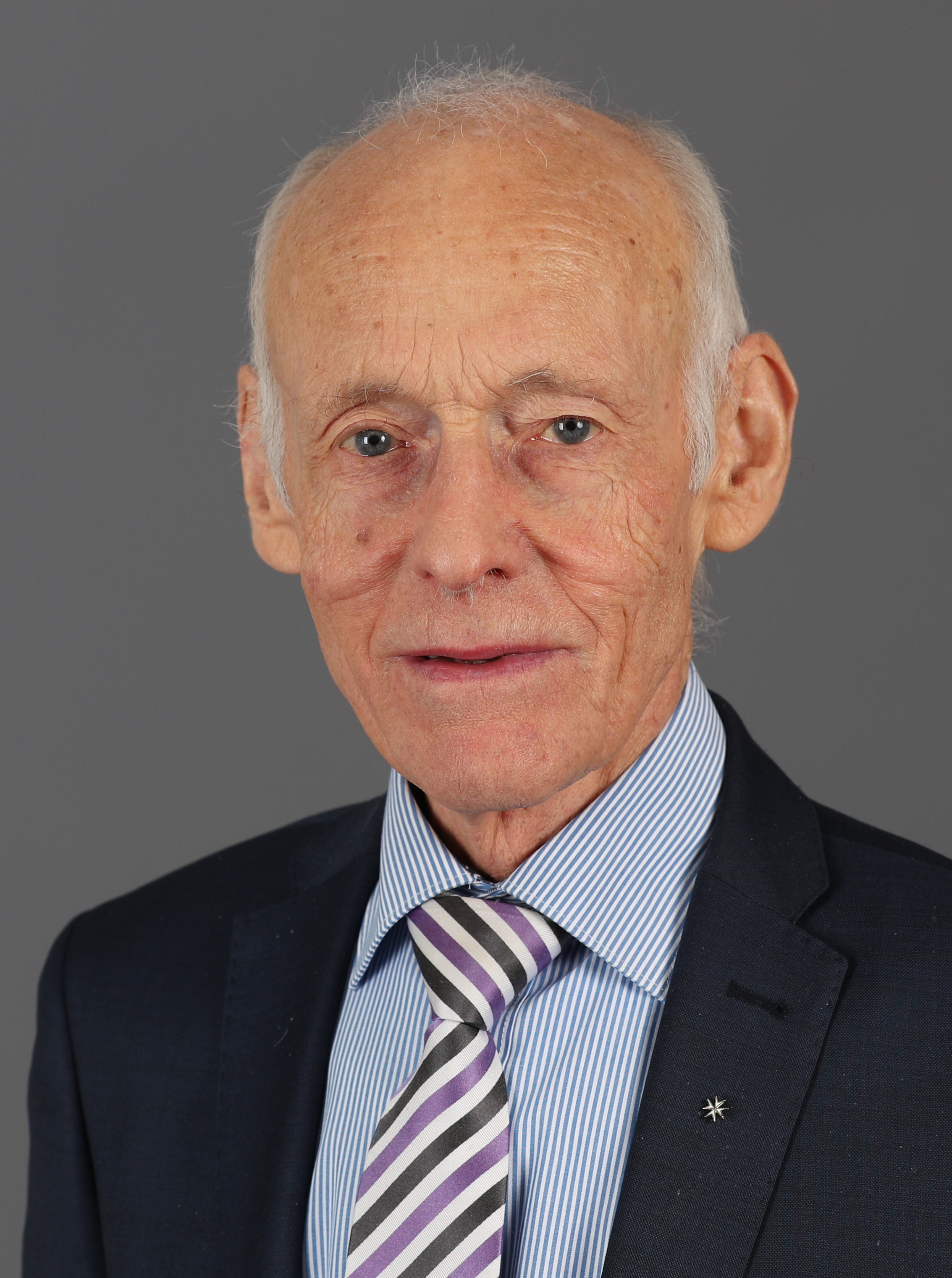
Wilhelm von Gottberg (2020)

Wilhelm von Gottberg (* 30. März 1940 auf Gut Woopen/Groß Klitten, Ostpreußen) ist ein deutscher ehemaliger Politiker (AfD). Von 2017 bis 2021 war er Abgeordneter der Partei Alternative für Deutschland im 19. Deutschen Bundestag. Von 1992 bis 2010 war er Bundesvorsitzender der Landsmannschaft Ostpreußen. Er gilt unter anderem aufgrund von Aussagen zum Holocaust als rechtsextrem.
Von 1991 bis 2016 war er Bürgermeister von Schnega.

## Leben

### Familie
Wilhelm von Gottberg wurde 1940 als Sohn des Gutsbesitzers Hans Heinrich von Gottberg (1900–1973) und seiner Frau Gertrud, geb. Freiin von der Goltz (1908–1997), auf dem Gut Woopen/Groß Klitten (heute Tscherjomuchowo) im Regierungsbezirk Königsberg geboren. Die Eltern stammten aus den Adelsgeschlechtern Gottberg und Goltz. Seine Familie flüchtete mit ihm vor Ende des Zweiten Weltkriegs aus Ostpreußen. Nach Eigenaussage verlief ihre Flucht von Gdingen über Swinemünde und Schwerin nach Lüneburg.
Seit 1972 ist von Gottberg verheiratet. Er ist Vater von sechs Kindern. Er ist evangelischer Konfession.
Er ist ein Großneffe des Offiziers, Beamten und Beraters Wilhelms II., Friedrich von Berg, über den er 2022 eine Biographie veröffentlichte.

### Ausbildung und Berufstätigkeiten
Von Gottberg absolvierte zunächst eine landwirtschaftliche und handwerkliche Ausbildung und wurde dann Polizist. In seiner neunjährigen Tätigkeit als Polizeibeamter erwarb er berufsbegleitend das Fachabitur. Während der folgenden sechsjährigen Leitungstätigkeit im Sicherheitsbereich eines Industriebetriebs absolvierte er ein Studium der Mathematik und Geschichtswissenschaft für das Lehramt, danach ein Zusatzstudium der Psychologie. Ab 1977 lehrte er Staats- und Verfassungsrecht sowie Psychologie an einer Polizeifachschule des Bundesgrenzschutzes (BGS).
Von Gottberg ist seit 1969 Mitglied des Johanniterordens, in den er als Ehrenritter aufgenommen wurde; 1988 wurde er Rechtsritter.

### Politischer Werdegang

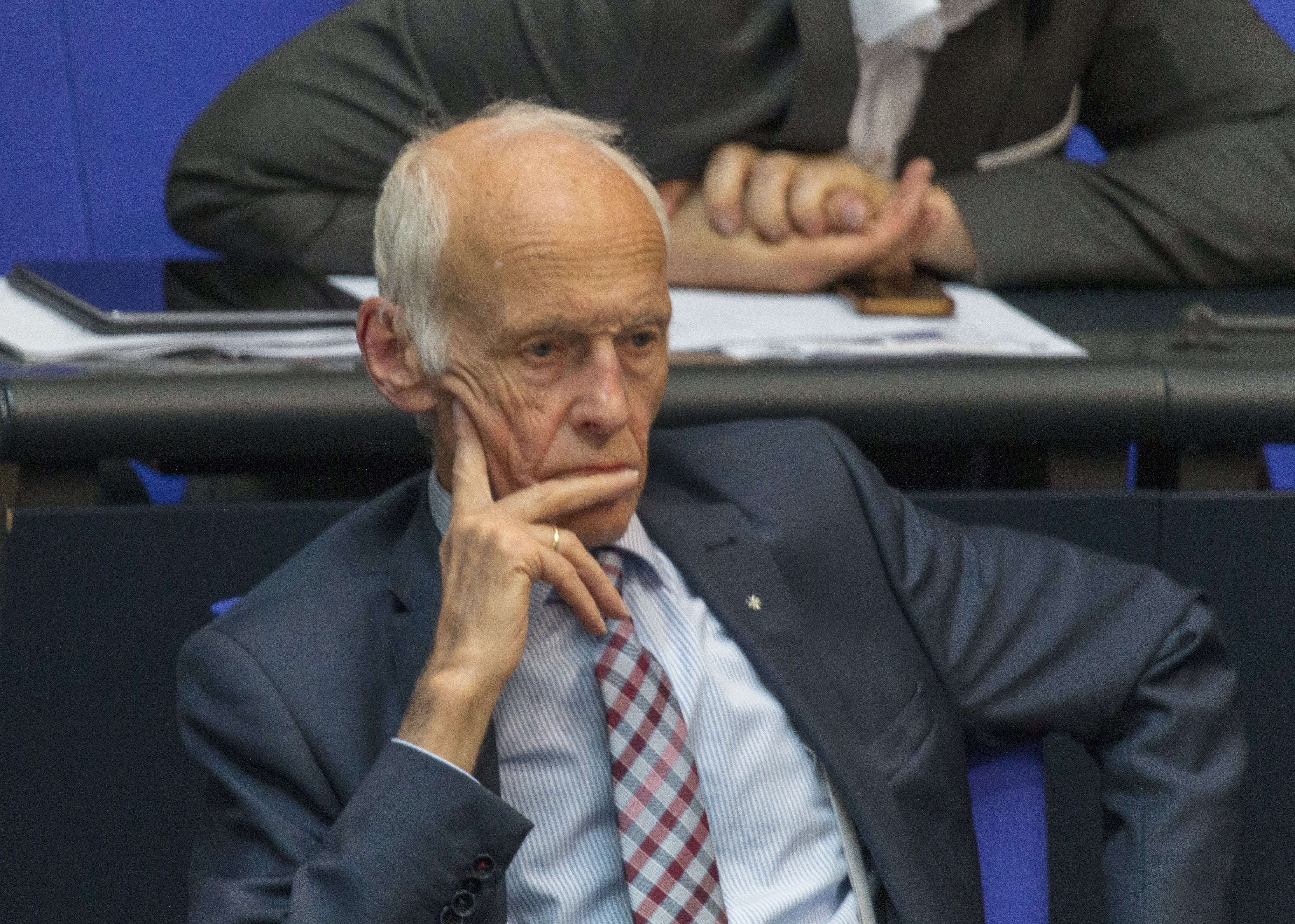
Wilhelm von Gottberg 2020 im Deutschen Bundestag

Von Gottberg trat 1971 in die CDU ein, weil er die Ostpolitik der damaligen SPD-FDP-Koalition und deren Verzicht auf die ehemals deutschen Gebiete jenseits der Oder-Neiße-Grenze ablehnte. 1986 wurde er erstmals in Kommunalparlamente gewählt. 1991 wurde er Kreistagsabgeordneter im Landkreis Lüchow-Dannenberg. 2011 trat er aus der CDU aus, weil er die „Politik der Rettungsschirme“ für verschuldete EU-Staaten nicht mittragen wollte. Auslöser für den Entschluss war eine verlorene Wahl um einen zuvor angestrebten Listenplatz für die damalige Kreistagswahl. 2013 war er ein Gründungsmitglied des Landesverbands der AfD Niedersachsen und wurde dort zum Vorstandsmitglied gewählt. Am 19. Januar 2018 wurde der gesamte Landesvorstand durch den Bundesvorstand und nach einem Urteil des AfD-Bundesschiedsgerichtes seines Amtes enthoben, da er „schwerwiegend gegen die Grundsätze, beziehungsweise die Ordnung der Partei verstoßen“ habe.
Von 1991 bis September 2016 war von Gottberg Bürgermeister von Schnega. Die zu seinem Amtsantritt verschuldete Gemeinde wurde unter von Gottberg schuldenfrei. Im Mai 2016 bezog er aus finanziellen Gründen Position gegen gelbe Ortsschilder für mehr Verkehrssicherheit in der Teilgemeinde Molden. Der Gemeinderat lehnte diese schließlich ab. Im selben Monat beschloss der Gemeinderat von Schnega, eine leerstehende gemeindeeigene Wohnung für insgesamt rund 100.000 Euro zu einer Arztpraxis für einen Sohn von Gottbergs ausbauen zu lassen, da es zu dieser Zeit keine hausärztliche Versorgung in Schnega gab, die der Gemeinderat jedoch aufrechterhalten wollte. Der Bund der Steuerzahler Deutschland kritisierte das in einem Brief an von Gottberg als Steuerverschwendung. Dieser warf dem Bund Beihilfe zu „Rufmord und zur üblen Nachrede“ vor. Im September 2016 wurde er bei den Kommunalwahlen in Niedersachsen für die AfD in den Kreistag des Landkreises Lüchow-Dannenberg und dann zum Fraktionssprecher der AfD-Fraktion gewählt.
Im Februar 2017 war er in eine Affäre, die sich gegen einen internen Kritiker des AfD-Landesvorsitzenden Armin-Paul Hampel richtete, involviert, die medial als „Operation Trappenjagd“ bezeichnet wurde. Am 13. Februar 2017 beschloss die AfD die Wahlliste für die bevorstehende Bundestagswahl 2017, bei der er auf Listenplatz vier des Landesverbands gewählt wurde. 2017 wurde er über die Landesliste für die AfD in den 19. Bundestag gewählt. Im 19. Deutschen Bundestag war Gottberg ordentliches Mitglied im Ausschuss für Ernährung und Landwirtschaft und gehörte als stellvertretendes Mitglied dem Vermittlungsausschuss an. Bei der Bundestagswahl 2021 trat er nicht mehr an.

### Ämter in Vertriebenenorganisationen
Seit 1983 gehört von Gottberg dem Vorstand der Landesgruppe Niedersachsen der Landsmannschaft Ostpreußen (LO) an. 1987 übernahm er deren Landesvorsitz. Ab Oktober 1990 wurde er zunächst zum stellvertretenden Sprecher kooptiert, 1991 in diese Position gewählt. Von November 1992 bis November 2010 war er Sprecher (Bundesvorsitzender) der LO. Während seiner Zeit als Sprecher ließ der Bundesvorstand der LO Hans-Günter Schodruch beim Jahrestreffen 1994 als Redner auftreten, der die damals als rechtsextrem eingestufte Partei Die Republikaner im Europaparlament vertrat. Die rechtsextreme Zeitschrift Nation und Europa (7–8/1994) begrüßte den Auftritt: „Unter Wilhelm von Gottberg scheint sich die früher unionsfixierte Landsmannschaft Ostpreußen aus der parteipolitischen Umklammerung zu befreien und neue Verbündete zu suchen.“ Die Landsmannschaft Ostpreußen verlieh ihm 2005 ihre höchste Auszeichnung, den Preußenschild.
Von 1994 bis 2013  war von Gottberg Vorsitzender des Stiftungsrats der Ostpreußischen Kulturstiftung.
Als LO-Sprecher hatte von Gottberg die Zuständigkeit für die Preußische Allgemeine Zeitung (PAZ), die früher „Ostpreußenblatt“ hieß. Er ließ es 2003 umbenennen, um es nicht als reines Verbandsblatt der LO erscheinen zu lassen und neue Leser zu gewinnen. Im Frühjahr 2011 war er kommissarischer Chefredakteur des Blattes.

## Positionen

### Forderungen zu ehemaligen deutschen Ostgebieten
1995 kritisierte Bundesaußenminister Klaus Kinkel öffentlich die Aktivitäten des rechtsextremen Verlegers Dietmar Munier im russischen Teil des früheren Ostpreußens. Munier betrieb dort mit mehreren von ihm gegründeten Vereinen Haus- und Grundstückskäufe und die Ansiedlung von Russlanddeutschen, um den Anspruch auf frühere deutsche Ostgebiete zu demonstrieren. In einem Brief an Kinkel warnte von Gottberg davor, dass Kinkels zu pauschale Kritik den Interessen der heimatvertriebenen Ostpreußen schaden könnte. Dies berichtete dann auch das „Ostpreußenblatt“ (13/95). Kinkel wies die Vorwürfe am 4. April 1995 zurück und bekräftigte, dass rechtsextreme Aktivitäten Deutscher im Ausland das Ansehen Deutschlands beschädigten. Er sehe jedoch nicht, wie diese Kritik die Interessen der heimatvertriebenen Ostpreußen beeinträchtige. Die Bundesregierung bestätigte den Dialog in der Antwort auf eine Anfrage der Linksfraktion und bekräftigte, dass Muniers Vereine „mit streng ausgerichteter nationalistischer und chauvinistischer Ideologie“ agierten und von den Vertriebenenverbänden erheblich unterstützt würden. Konkrete Kenntnisse über Hilfen durch von Gottberg und die LO an Muniers Vereine habe sie allerdings nicht.
Bei der Fünfzigjahrfeier der LO (Juli 1998) im Rathaus Schöneberg beklagte von Gottberg nach Angaben des Sozialwissenschaftlers Samuel Salzborn: Die „Rückkehr in unsere Heimat Ostpreußen“ sei den Vertriebenen bis heute versagt geblieben. Eine Aufhebung der Visumspflicht für Reisen nach Kaliningrad sei wünschenswert, damit das „Menschenrecht auf die Heimat“ für die Deutschen und ihre Nachkommen realisiert werden könne. Er forderte „Eigentumserwerb und ungehinderte Ein- und Ausreise“ nach Russland, „zweisprachige Ortsschilder“ und eine „staatlich geförderte Volksgruppenautonomie für Deutsche“ in Polen und erklärte: „Wir warten schon lange auf eine offizielle Bitte um Vergebung durch Polen, Tschechien und Russland für die völkermordartigen Vertreibungsverbrechen.“
2001 schrieb Wilhelm von Gottberg: „Die nach der Flucht und Vertreibung der Deutschen neu in Ostpreußen angesiedelten Bewohner wussten nichts über den kulturellen Wert der vorgefundenen Bauten.“ Der polnische Historiker Krzysztof Ruchniewicz nannte das Zitat als Beispiel dafür, wie das Wort „Vertreibung“ heute noch immer ideologisch benutzt und auf die Flucht und den Zwangstransfer von Deutschen nach 1945 begrenzt werde, obwohl viele Nichtdeutsche und deutsche Juden in der NS-Zeit und danach ebenfalls zur Flucht gezwungen und vertrieben worden waren.

### Aussagen zum Holocaust
In einem Leitartikel des Ostpreußenblattes vom 6. Januar 2001 behauptete von Gottberg: „Als wirksames Instrument zur Kriminalisierung der Deutschen und ihrer Geschichte wird immer noch […] der Völkermord am europäischen Judentum herangezogen.“ Er fragte, „wie lange noch die nachwachsende Generation mit dem Makel der Schuld für zwölf Jahre NS-Diktatur belastet“ werde. Als Antwort zitierte er den Neofaschisten Mario Consoli: „Jeder noch so fadenscheinige Vorwand […] ist gut genug, um den Holocaust in Erinnerung zu rufen. Die Propaganda-Dampfwalze wird mit den Jahren nicht etwa schwächer, sondern stärker, und in immer mehr Staaten wird die jüdische ‚Wahrheit‘ über den Holocaust unter gesetzlichen Schutz gestellt. Der Holocaust muß ein Mythos bleiben, ein Dogma, das jeder freien Geschichtsforschung entzogen bleibt.“ Von Gottberg kommentierte: „Wir haben dem nichts hinzuzufügen.“ Die Wochenzeitung Die Zeit gab die Passage im März 2017 bekannt. Auf deren Nachfrage behauptete er, er habe sich für die Zitate öffentlich entschuldigt, wollte aber nicht angeben, wann und wo. Zudem habe er den Holocaust in mehreren eigenen Artikeln klar benannt und geächtet. Weitere Nachfragen, was er dann unter einer „jüdischen Wahrheit“ und einem „Mythos Holocaust“ verstehe, blieben ungeklärt. Nach dem Bekanntwerden erklärte er, das Zitat sei „etwas leichtfertig“ gewesen, und er habe es in einer Regionalzeitung bedauert. Eine klare Distanzierung von dem Zitatinhalt blieb aus. Gottbergs Zustimmung zu dem Zitat wurde als Holocaustleugnung verstanden. Von Gottberg selbst leugnet den Holocaust nach eigener Aussage nicht und verweist auf vorangegangene Publikationen, die dies belegen.

### Weitere Aussagen und Auftritte
2003 verteidigte von Gottberg in der Preußischen Allgemeinen Zeitung den Bundestagsabgeordneten Martin Hohmann gegen den Vorwurf, seine Tätervolk-Rede sei antisemitisch gewesen. Als die Tageszeitung Neues Deutschland und die niedersächsische Grünen-Landesvorsitzende Brigitte Pothmer schrieben, von Gottberg habe Hohmanns antisemitische Rede öffentlich verteidigt, reichte er eine Unterlassungsklage ein. Diese wurde als aussichtslos abgewiesen, so dass von Gottberg sie zurückzog und die Verfahrenskosten tragen musste.
2007 hielt von Gottberg bei der Burschenschaft Danubia München eine Rede zum „Ostdeutschen Heimatbewusstsein heute“. Zehn Jahre später wurde dies kritisch in der Zeitung Die Zeit behandelt, da sich der Verfassungsschutz Bayerns mit der Danubia aufgrund rechtsextremer Ansichten beschäftigte.
Im Februar 2017 beschloss die AfD die Wahlliste ihrer Kandidaten für die Bundestagswahl 2017. In seiner Bewerbungsrede erklärte von Gottberg, er wolle sich dafür einsetzen, den „Kult mit der Schuld“ zu beenden. Die NS-Zeit sei die dunkelste Zeit der deutschen Geschichte, aber sie sei aufgearbeitet worden. Die Aussage wurde mit der Forderung Björn Höckes (AfD) verglichen, vom Holocaustgedenken abzurücken.
Als ältester Bundestagsabgeordneter der 19. Legislaturperiode wäre von Gottberg beim Einzug der AfD in den Deutschen Bundestag Alterspräsident geworden und hätte damit die Eröffnungsrede halten dürfen. Um zu verhindern, dass ein mutmaßlicher Holocaustleugner dieses Recht beansprucht, änderte eine Mehrheit der Bundestagsabgeordneten im April 2017 die Geschäftsordnung des Deutschen Bundestages dahingehend, dass fortan nicht der älteste, sondern dienstälteste Bundestagsabgeordnete Alterspräsident wird. Wegen seiner Aussagen zum Holocaust stufte Die Zeit von Gottberg als einen von mehreren „ultrarechten“ Bundestagsabgeordneten der AfD ein.

## Schriften

### Monographien
- Friedrich von Berg. Berater des Kaisers. Eine kritische Biographie. Gerhard Hess-Verlag, Bad Schussenried 2022, ISBN 978-3-87336-751-7